# Eduardo Porfirio Patiño Leal
Eduardo Porfirio Patiño Leal (ur. 22 listopada 1949 w Monterrey) – meksykański duchowny katolicki, biskup diecezji Córdoba w latach 2000–2020.

## Życiorys
Święcenia kapłańskie przyjął 28 maja 1977 i został inkardynowany do archidiecezji Monterrey. Uzyskał tytuł licencjata z Pisma Świętego na Papieskim Instytucie Biblijnym w Rzymie. Po powrocie do kraju był m.in. członkiem diecezjalnej komisji doktrynalnej.

### Episkopat
15 kwietnia 2000 roku został mianowany przez papieża Jana Pawła II pierwszym biskupem nowo utworzonej diecezji Córdoba. Sakrę przyjął 14 czerwca 2000 z rąk kardynała Adolfo Antonio Suáreza Rivery. 4 lipca 2020 przeszedł na emeryturę.